# Стінка «Городок-Костільники»
Сті́нка Городо́к-Кості́льники — ботанічна пам'ятка природи місцевого значення в Україні. Розташована на території Заліщицької міської громади Чортківського району Тернопільської області, між селами Городок та Виноградне, схил західної експозиції долини річки Дністер.
Площа 11,4 га. Статус отриманий 2000 року. Перебуває у віданні Заліщицької міської громади.
Статус надано з метою збережння місць зростання цінних лучно-степових та скельно-осипових фітоценозів. Особливо цінними є ковила волосиста, шоломниця весняна, волошка східна, Гвоздика Андржійовського, півники угорські, ферульник лісовий та цибуля подільська.
Пам'ятка природи входить до складу національного природного парку «Дністровський каньйон».